# Самнангер
Самнангер (норв. Samnanger) — коммуна в губернии Хордаланн в Норвегии. Административный центр коммуны — город Тюссе. Официальный язык коммуны — нюнорск. Население коммуны на 2007 год составляло 2396 чел. Площадь коммуны Самнангер — 269,14 км², код-идентификатор — 1242.

## История населения коммуны
Население коммуны за последние 60 лет.

Статистика коммуны Самнангер